# Aprostocetus eriophyes
Aprostocetus eriophyes är en stekelart som först beskrevs av Taylor 1909.  Aprostocetus eriophyes ingår i släktet Aprostocetus och familjen finglanssteklar. Arten är reproducerande i Sverige. Inga underarter finns listade i Catalogue of Life.